# 乙女の順序
「乙女の順序」（おとめのじゅんじょ）は、2009年11月26日にスターチャイルドから発売されたシングル。

## 概要
表題曲「乙女の順序」は、テレビアニメ『夏のあらし! 〜春夏冬中〜』エンディングテーマとして使用されている。劇中で主要キャラクター4人を演じる白石涼子、名塚佳織、野中藍、堀江由衣が歌っている。カップリングとして、原田知世の「時をかける少女」のカバーが収録されている。
ジャケットは、キャラクターデザイナー大田和寛によるあらし、カヤ、やよゐ、加奈子のイラストが描かれている。初回限定盤のみ、第1話のエンドカードが封入されている。

## 収録曲
1. 乙女の順序 [3:48]
作詞：村野直球、作曲：岡田実音、編曲：祖堅正慶
  - テレビアニメ『夏のあらし! 〜春夏冬中〜』エンディングテーマ
2. 時をかける少女 [3:47]
作詞・作曲：松任谷由実、編曲：山本英武
原田知世の同名楽曲のカバー
3. 乙女の順序（off vocal ver.）
4. 時をかける少女（off vocal ver.）